# Формула раю
«Формула раю» (англ. The Eden Formula) — американський фантастичний фільм 2006 року.

## Сюжет
«Формула раю» — це назва компанії, яка займається генетичними дослідженнями. Їм вдалося клонувати тираннозавра. Це кровожерливе чудовисько живе в дуже міцній клітці прямо в лабораторії. Під замком воно не представляє ніякої небезпеки. Але в будівлю вламуються грабіжники і ламають систему безпеки. Через це автоматично відкриваються всі двері. Включно і та, за якою сидить хижак.

## У ролях
- Джефф Фейгі — доктор Гаррісон Паркер
- Ді Воллес-Стоун — Ронда
- Тоні Тодд — Джеймс Редкліфф
- Александра Форд — Ребекка Вінтерс
- Стівен Востелл — Едді
- Дон Люче — Райлі
- Паула Фікара — міс Реверс
- Енджі Лію — Таня Лі
- Грегорі Гаст — Гарлон Маквіккерс
- Брюс Барлоу — Альберт Браун
- Марк Беделл — Лассетер
- Сайен Корона — охоронець
- Хуан Ескобедо — охоронець
- Майкл Галйо — начальник служби безпеки — Руффо
- Адам Ґрін — Морі
- Міранда Квок — Кейт Ло
- Джастін Левін — хлопець
- Еліна Медісон — Конні
- Джеймс Метьюз — вибивала
- Боб Майерс — продюсер
- Кеті Ст. Джордж — знаменитість